# Tommerup Skole
Tommerup Skole er en kommunal folkeskole beliggende i Tommerup i Assens Kommune på Fyn. Skole|Skolen udbyder undervisning fra 0. til 9. klassetrin.

## Historie
Tommerup Skole blev etableret i 1867 under navnet "Folkets Hus" og fungerede i denne form indtil 1907, hvor den nuværende skolebygning blev taget i brug. Skolen består i dag af to fløje: B-fløjen, som benyttes til undervisning fra børnehaveklasse til 3. klasse, og A-fløjen, som anvendes til 4. til 9. klasse. I 2014 blev dele af bygningsmassen renoveret og udvidet.
Skolen omfatter også et specialpædagogisk center med tilbud til elever med særlige behov. Undervisningen tilrettelægges delvist som projektdrevne forløb, og der afholdes temauger med faglige emner som naturfag, historie og geografi.

Tommerup Skole har plads til cirka 300 elever. Data fra tidligere år viser, at skolen har haft et elevfravær under landsgennemsnittet.